# Pauline Viardot-García
Paulina García Sitches, conocida también como Michelle Pauline Viardot García (París, 18 de julio de 1821-París, 18 de mayo de 1910), fue una cantante de ópera (mezzosoprano) y compositora francesa. De origen español, era hija del tenor y maestro del bel canto Manuel García y de la soprano Joaquina Briones, además de hermana de la diva María Malibrán y del influyente barítono y maestro de canto Manuel Patricio García, inventor del laringoscopio.

## Biografía

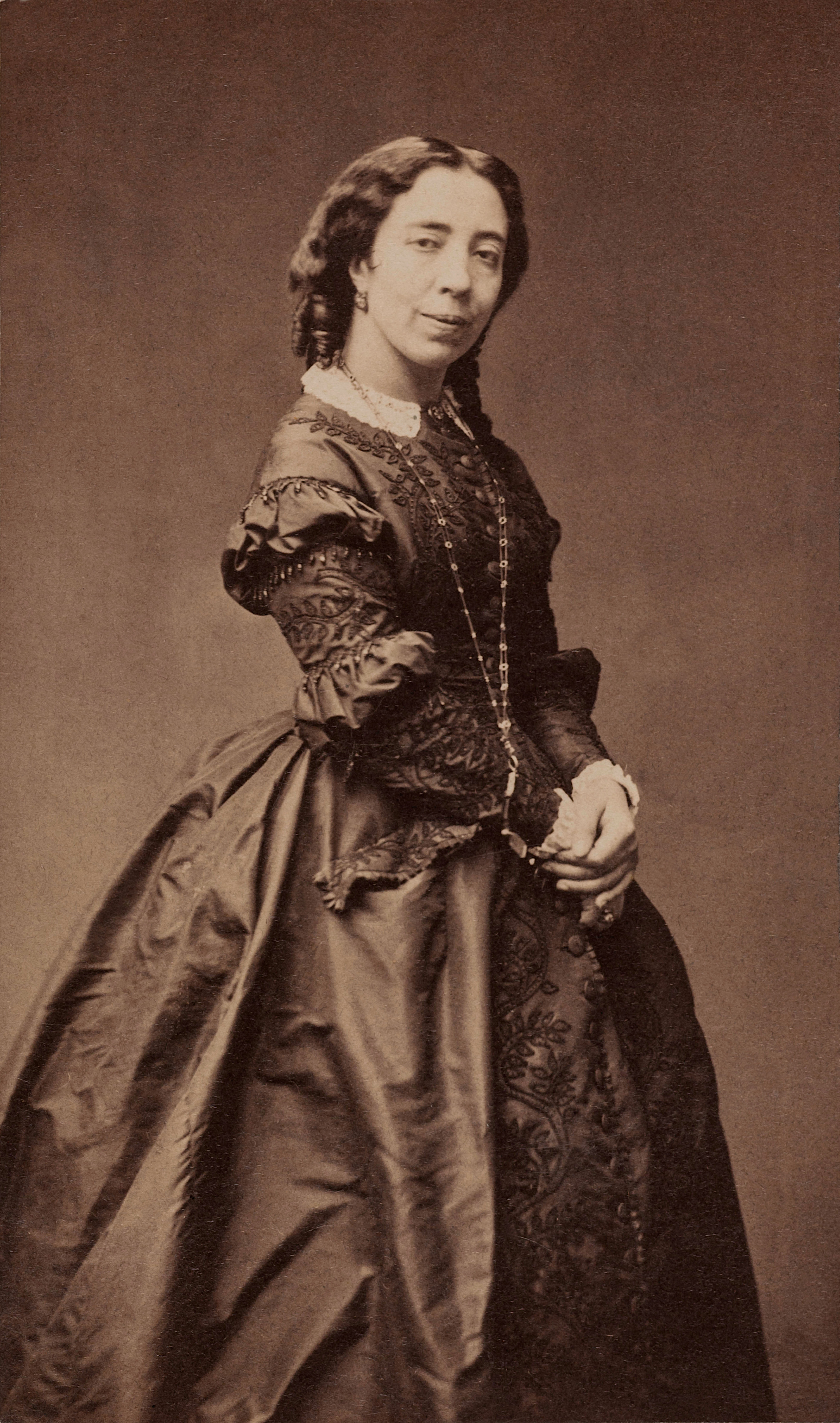
Pauline Viardot, 1861.

Estudió música inicialmente con su padre, Manuel García y, establecida la familia en México, con el famoso organista Marcos Vega. Cuando volvió a Europa, habiendo muerto su padre cuando ella tenía once años, continuó los estudios de canto con su madre y estudió piano con Meysenberg y Liszt y composición con Anton Reicha. Su primer concierto fue en Bruselas en 1837 y su primera aparición en una ópera en Londres en 1839. En 1840 contrajo matrimonio con el escritor e hispanista francés Louis Viardot, que, como director del Théâtre Italien, había venido contratándola para temporadas y giras operísticas. Tuvo cuatro hijos: Louise, también notable compositora, Paul, violinista y musicólogo, Marianne, pintora, y Claudie.
Poseedora de una fina técnica y capacidad histriónica, Viardot consagró el papel de Fidès en Le Prophète (1849) de Meyerbeer, desarrolló un método de enseñanza, y compuso  canciones y varias operetas,  entre ellas Le Dernier Sorcier (El último hechicero, 1869), cuyo libreto fue escrito por Iván Turguénev, y Cendrillon (1903). Viardot cantó en óperas de Gioacchino Rossini, Mijaíl Glinka, Aleksandr Dargomizhski, Giacomo Meyerbeer, Gluck (Orfeo, en la versión francesa que arregló para ella Hector Berlioz), Camille Saint-Saëns, y canciones de compositores como  Brahms, Rimski-Kórsakov y Chaikovski. Debido a su gran capacidad, interpretó a Massenet, Gounod y Fauré, lo que ayudó a consolidar las carreras de esos compositores. Muchos de los mencionados frecuentaban las tertulias y veladas de la Viardot en su hotelito del Barrio Latino de París.
Tras su retirada de los escenarios en 1863, Viardot y Turguénev abandonaron París en protesta por las políticas reaccionarias de Napoleón III y se instalaron en Baden-Baden, donde Viardot impartió clases, organizó conciertos y entabló amistad íntima con Clara Schumann, quien puso en contacto a Viardot y Johannes Brahms, el cual veraneaba en Karlsruhe y, en el verano de 1869, viajó desde hasta el cercano Baden-Baden para consultar el manuscrito de Don Giovanni, propiedad de Viardot. El 3 de marzo de 1870 Viardot estrenó en Jena la Rapsodia para alto, de Brahms, bajo la dirección de Ernst Naumann. Por su parte Brahms y Turguénev congeniaron y se embarcaron en un proyecto de ópera que nunca llegó a buen término.
Viardot fue la primera extranjera que cantó el repertorio italiano en Rusia y ayudó a llevar la música rusa a occidente. En San Petersburgo conoció al escritor Iván Turguénev, con quien sostuvo un largo idilio que duró hasta la muerte del escritor. Sus respectivas residencias campestres en Bougival, separadas aunque construidas en una misma parcela, han sido transformadas en sendos museos.

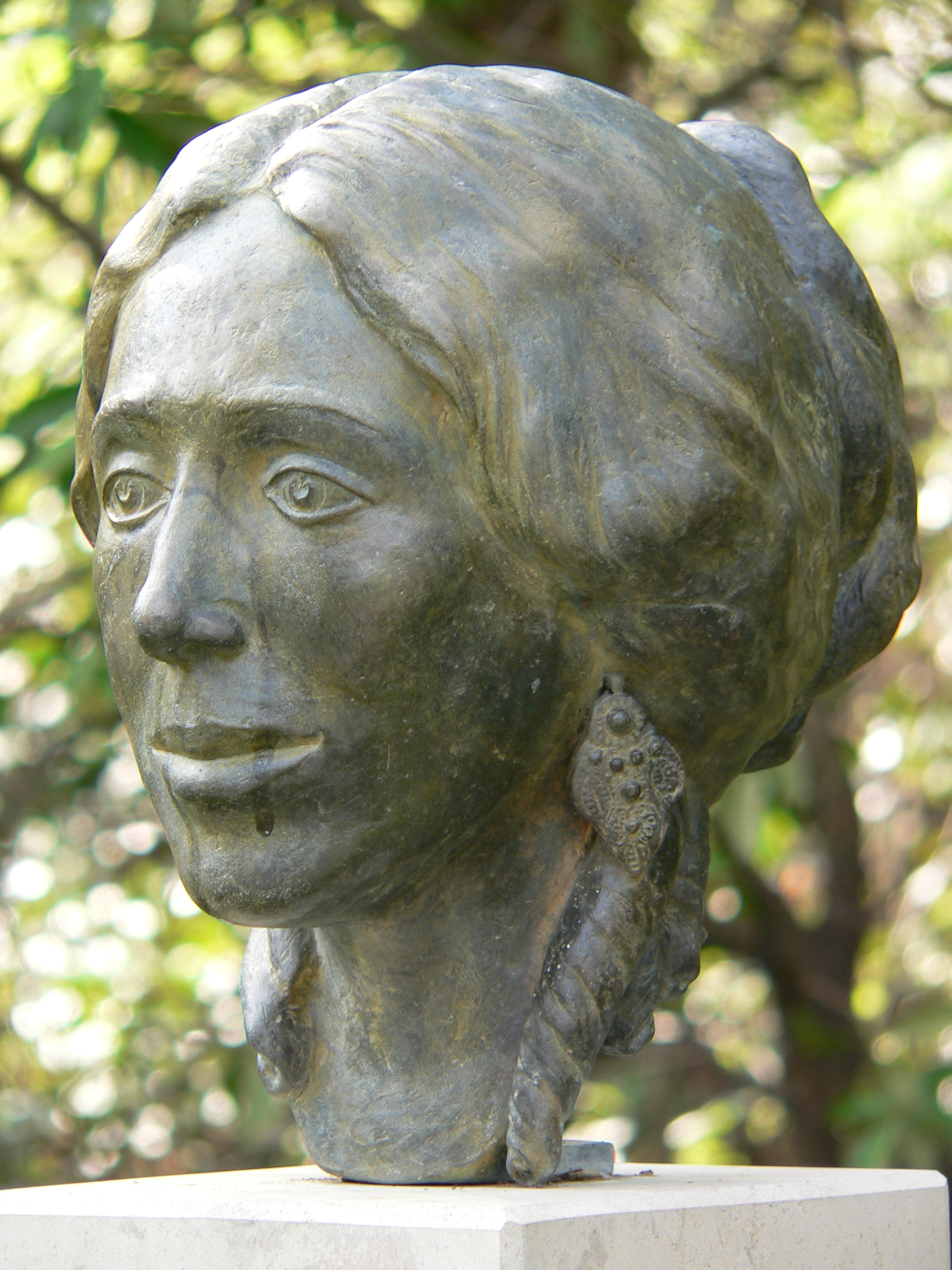
Busto de Pauline Viardot en Baden-Baden.

Como compositora, escribió numerosas canciones y transcribió trabajos de otros para su voz. Frédéric Chopin escribió canciones para ella. Aunque no tuvo un impacto popular inmediato, Viardot fue grande en los círculos intelectuales y artísticos en los cuales participó. Enviudó en 1883, poniéndose entonces al frente de la educación de sus cuatro hijos, entre ellos Luisa Paulina Henrieta, que también llegó a ser una notable compositora. Inspiró el personaje de Consuelo de la novela homónima de George Sand, de quien fue muy amiga.

## Óperas
- Le Dernier Sorcier ("El último brujo", sobre texto de Iván Turguénev), fantaisie en dos actos (1867 Baden-Baden)
- Trop de femmes (texto de Iván Turguénev), opérette en dos actos (1867 Baden-Baden)
- L'Ogre ("El ogro y las jovencitas", texto de Iván Turguénev), opérette fantastique en dos actos (1868 Baden-Baden)
- Cendrillon (texto de la propia Pauline Viardot), opérette de salon en tres escenas